# Signiphora insularis
Signiphora insularis är en stekelart som först beskrevs av Dozier 1933.  Signiphora insularis ingår i släktet Signiphora och familjen långklubbsteklar. Inga underarter finns listade i Catalogue of Life.